# مانيلا
مدينة مانيلا (بالإنجليزية: City of Manila، بالفلبينية: Lungsod ng Maynila) هي عاصمة الفلبين، وواحدة من 17 مدينة وبلدية تكون ما يسمى (مترو مانيلا). تقع على السواحل الشرقية لخليج مانيلا مباشرة غرب (منطقة العاصمة الوطنية) في الجانب الغربي من لوزون، وهي أحد المراكز المحورية للمنطقة العمرانية المزدهرة التي يسكنها نحو 14 مليون نسمة. وتحتوي المدينة نفسها على نحو 100 متنزه.
تشغل مانيلا مساحة قدرها 38.55 كيلومتر مربع وهي ثاني أكبر مدن الفلبين تعداداً بعد كيزون سيتي، العاصمة الوطنية السابقة. وتعد تلك المنطقة العمرانية ثاني أكثر المناطق العمرانية اكتظاظاً بالسكان في جنوب شرق آسيا.
وتعتبر هذه المدينة مركزًا اقتصاديًا وسياسيًا واجتماعيًا وتعليميًا، كما أنها ميناء دولي رئيسي.

## تاريخ مانيلا
| 1571       | أنشأ مستعمر إسباني مدينة مانيلا.                                                                                     |
| 1762 -1764 | استيلاء الإنجليز وسيطرتهم على مدينة مانيلا القديمة المسورة.                                                          |
| 1863       | دمّر زلزال جزءًا كبيرًا من المدينة.                                                                                     |
| 1896       | أعدم الإسبان زعيم حركة الحرية خوسيه ريزال في المنتزه الذي يعرف باسمه الآن.                                           |
| 1898       | سلمت إسبانيا منطقة مانيلا للولايات المتحدة خلال الحرب الأمريكية الإسبانية.                                           |
| 1942       | استولت القوات اليابانية على مانيلا بعد بداية الحرب العالمية الثانية مباشرة.                                          |
| 1945       | سلمت القوات اليابانية المدينة ولم يتبق سوى مبانٍ قليلة.                                                               |
| 1946       | تم تسمية مانيلا عاصمة للبلاد. وأصبحت مدينة كيزون العاصمة الرسمية للفلبين 1948م.                                      |
| 1972       | أعلن الرئيس فرديناند ماركوس الأحكام العرفية، ورفعها في عام 1981م.                                                    |
| 1975       | إنشاء مترو مانيلا أو مانيلا الكبرى وهي وحدة حكومية مستقلة لمنطقة العاصمة.                                            |
| 1976       | أصبحت مانيلا عاصمة الفلبين للمرة الثانية.                                                                            |
| 1986       | أجبرت الاحتجاجات الواسعة في البلاد الرئيس فرديناند ماركوس على التخلي عن السلطة، ووصلت كورازون أكينو إلى رئاسة الحكم. |
| 1992       | انتخاب فيديل فالديس راموس رئيساً للبلاد.                                                                              |
| 2001       | قدم الرئيس جوزيف استرادا استقالته، وتم اعتقاله بموافقة الرئيسة غلوريا ماكاباغال أرويو.                               |

كانت مانيلا بلدًا مسلمًا وكانت تسمى (أمان الله) قبل وصول الإسبان إليها عام 1571م. وقد حكمها في ذلك الوقت أميران هما سليمان وماتندا. كما حكم أمير آخر اسمه راجا لاكاندولا قرية أخرى في الجزء الشمالي من نهر باسيغ. لقد أغرت منطقة مانيلا الغنية الواقعة خلف الساحل الكابتن ميجيل لوبيزدي لجازبي قائد الحملة الإسبانية إلى الشرق. وفي عام 1571م، عقد الكابتن لجازبي معاهدة صداقة رسمية مع الأمراء سليمان وماتندا ولاكاندولا، وشكل مجلسًا بلديًا يتألف من حاكمين اثنين و 12 مستشارًا وسكرتيرًا. وقد أصدر ملك إسبانيا فيليب الثاني في العاشر من شهر يونيو عام 1574م مرسومًا ملكيًا أطلق بموجبه على مدينة مانيلا لقب المدينة المميزة ودائمة الولاء. وفي عام 1595م أصبحت مانيلا عاصمة للأرخبيل. كان موقع مانيلا القديمة إبان الحكم الإسباني بالقرب من مصب نهر باسيغ. وكان يحيط بالمدينة سور، ولذلك فقد كان يطلق عليها آنذاك اسم المدينة المُسَوَّرة. تناثرت خارج المدينة قرى كان يحكم كلاًّ منها زعيم ويوجد فيها سوق. وعندما قوي حكمهم، بدأ الإسبان ببناء الكنائس والمدارس داخل المدينة المسورة وكذلك في الخارج بالقرب من الأسواق، وهذا ما ساعد على انتشار المذهب الكاثوليكي. امتد بناء مانيلا إلى خارج الأسوار لاستيعاب كنائس جديدة. وتطوّرت القرى القديمة مراكز تجارية وسكنية تحولت إلى مناطق تتبع الآن لمانيلا. بدأ الراهب الأوغسطيني أندري دي أوردانيتا ـ الذي رافق الحملة الإسبانية عام 1565م ـ بنشر النصرانية حين أسس عدة كنائس وأديرة ومدارس. وتعتبر كنيسة سان أوغسطين في المدينة من أقدم الكنائس في مانيلا. كانت مانيلا تعاني من مشاكل داخلية وخارجية خطيرة، ولفترات عديدة، خلال الحكم الإسباني وقد قام الصينيون بثورات ضد الإسبان في الأعوام 1600 و 1609 و 1645م، كما ثار السكان الأصليون في مناطق أخرى من البلاد ضد النظام التعسفي الذي مارسه بعض مسؤولي الحكومة. احتل البريطانيون مانيلا من عام 1762م وحتى عام 1764م، وذلك في خلال حرب السنوات السبع، لكنهم أعادوا المدينة إلى الإسبان بعد توقيع معاهدة صلح بينهم. حدث تطور كبير في مجال تشييد المباني العامة والنقل والمواصلات والتجارة خلال القرنين الثامن عشر والتاسع عشر الميلاديين. وبنيت بوابات للمدينة بين عامي 1781م و 1783م. وانفتحت المدينة على التجارة الخارجية عام 1832م، كما أدى افتتاح قناة السويس في عام 1869م إلى تحسن الوضع التجاري للمدينة. وافتتح أول خط برقي وأول خط سكك حديدية يربط مانيلا بداغوبان عام 1872م. وشغّـلت أول شبكة لتزويد السكان بمياه الشرب عام 1882م. ثم كانت مانيلا مركزًا نشطًا للثورة الفلبينية التي بدأت عام 1896م تحت قيادة أندريه بونيفاشيو. فقد شكل هذا الثائر منظمة سرية في قريته بالقرب من مانيلا أطلق عليها اسم كاتيبو نان، اكتشفها حاكم هذه المنطقة وأعلن الأحكام العرفية في مانيلا في 30 أغسطس 1896م. وكانت مانيلا إحدى ست مناطق ثارت ضد الأسبان، وهكذا فإن إشعاعات الشمس الثمانية الموجودة في علم الفلبين الحالي تمثل ذكرى هذه الحادثة. هزم الأسطول الأمريكي الأسطول الإسباني في خليج مانيلا عام 1898م. وبعد ذلك، احتلت القوات الأمريكية المدينة وعينت حكومة عسكرية استمرت حتى 7 أغسطس عام 1901م. ثم وافقت اللجنة الفلبينية على ميثاق جديد لمدينة مانيلا. وفي خلال الحرب العالمية الثانية (1939- 1945م) أصبحت مانيلا مدينة مفتوحة وانسحبت القوات المسلحة الفلبينية والأمريكية منها. واحتل اليابانيون مانيلا في شهر يناير 1942م، ولم تعان المدينة كثيرًا أثناء الغزو الياباني بل تضررت عندما أعادت القوات الأمريكية السيطرة عليها في شهر فبراير عام 1945م. وأعيد بناء مانيلا بمساعدة من الولايات المتحدة.

### الموقع

خريطة قضائية توضح النطاق الإقليمي الإداري للمدينة، بما في ذلك جيبها الإقليمي مقبرة مانيلا الجنوبية، ومجمع مانيلا بويز تاون، وهو عقار في ماريكينا مملوك لحكومة مدينة مانيلا.

تقع مدينة مانيلا على ساحل خليج مانيلا عند مصب نهر باسيغ في لوزون، وهي تبعد نحو 950 كم إلى الجنوب الشرقي من هونغ كونغ وتبعد نحو 2,400كم إلى الشمال من جاكرتا. وتقع مانيلا في سهول نهر باسيغ المنخفض حيث يصب هذا النهر في بحر الصين عبر قناة عريضة داخل خليج مانيلا. وتقذف مياه النهر الطمي إلى السهل. توجد مدينة مانيلا على هذه الطبقة من الطمي وفوق الأراضي التي تم استصلاحها من مياه البحر. ولا يرتفع مستوى أرض المدينة عن مستوى سطح البحر سوى بضعة أمتار. يقع جزء كبير من المدينة فوق مناطق كانت مغمورة، وتم ردمها لبناء مساكن للأعداد المتزايدة من السكان.
توجد مدينتا كالوكان ونافوتاس في شمال مانيلا، ومدينة كيزون في الشمال الشرقي، كما توجد مدينتا سان كوان ومندَ لويونَغ في الشرق، ومدينتا باسي وماكاتي في الجنوب الشرقي. مناخ مانيلا رطب واستوائي ويتميز بوجود فصول رطبة وأخرى جافة. يستمر المناخ الرطب من شهر يونيو حتى شهر نوفمبر، ويستمر المناخ الجاف من شهر ديسمبر حتى شهر مايو. أكثر الشهور حرارة أبريل ومايو، كما أن أكثر الشهور برودة يناير وفبراير. أما درجات الحرارة فهي تختلف بين شهر وآخر، وعادة ما تكون الليالي لطيفة بسبب هبوب نسيم البر والبحر. وأكثر الشهور رطوبة يوليو وأغسطس وأكثر الشهور جفافًا أبريل ومايو.
تحمي المدينة جبال سييرامادر وجبال شبه جزيرة باتان من أعاصير التيفون غربي خليج مانيلا. تعتبر مانيلا ذات موقع متميز كمنفذ بحري، ففيها ميناء محمي قريب من المناطق الزراعية الخصبة في وسط وشمال لوزون.

### المناخ
| البيانات المناخية لـManila, Philippines | البيانات المناخية لـManila, Philippines | البيانات المناخية لـManila, Philippines | البيانات المناخية لـManila, Philippines | البيانات المناخية لـManila, Philippines | البيانات المناخية لـManila, Philippines | البيانات المناخية لـManila, Philippines | البيانات المناخية لـManila, Philippines | البيانات المناخية لـManila, Philippines | البيانات المناخية لـManila, Philippines | البيانات المناخية لـManila, Philippines | البيانات المناخية لـManila, Philippines | البيانات المناخية لـManila, Philippines | البيانات المناخية لـManila, Philippines |
| الشهر                                   | يناير                                   | فبراير                                  | مارس                                    | أبريل                                   | مايو                                    | يونيو                                   | يوليو                                   | أغسطس                                   | سبتمبر                                  | أكتوبر                                  | نوفمبر                                  | ديسمبر                                  | المعدل السنوي                           |
| --------------------------------------- | --------------------------------------- | --------------------------------------- | --------------------------------------- | --------------------------------------- | --------------------------------------- | --------------------------------------- | --------------------------------------- | --------------------------------------- | --------------------------------------- | --------------------------------------- | --------------------------------------- | --------------------------------------- | --------------------------------------- |
| الدرجة القصوى °م (°ف)                   | 35 (95)                                 | 35 (95)                                 | 36 (97)                                 | 37 (99)                                 | 38 (100)                                | 38 (100)                                | 38 (100)                                | 36 (97)                                 | 35 (95)                                 | 35 (95)                                 | 35 (95)                                 | 34 (93)                                 | 38 (100)                                |
| متوسط درجة الحرارة الكبرى °م (°ف)       | 30 (86)                                 | 31 (88)                                 | 32 (90)                                 | 33 (91)                                 | 33 (91)                                 | 32 (90)                                 | 31 (88)                                 | 30 (86)                                 | 31 (88)                                 | 30 (86)                                 | 30 (86)                                 | 30 (86)                                 | 31 (88)                                 |
| متوسط درجة الحرارة الصغرى °م (°ف)       | 21 (70)                                 | 22 (72)                                 | 22 (72)                                 | 24 (75)                                 | 25 (77)                                 | 25 (77)                                 | 24 (75)                                 | 23 (73)                                 | 23 (73)                                 | 23 (73)                                 | 23 (73)                                 | 22 (72)                                 | 23 (74)                                 |
| أدنى درجة حرارة °م (°ف)                 | 14 (57)                                 | 14 (57)                                 | 16 (61)                                 | 16 (61)                                 | 17 (63)                                 | 20 (68)                                 | 22 (72)                                 | 21 (70)                                 | 21 (70)                                 | 21 (70)                                 | 19 (66)                                 | 17 (63)                                 | 14 (57)                                 |
| الهطول سم (إنش)                         | 2 (0.8)                                 | 1 (0.4)                                 | 1 (0.4)                                 | 3 (1.2)                                 | 12 (4.7)                                | 26 (10)                                 | 40 (16)                                 | 36 (14)                                 | 34 (13)                                 | 19 (7.5)                                | 13 (5.1)                                | 6 (2.4)                                 | 193 (75.5)                              |
| المصدر: Weatherbase                     |                                         |                                         |                                         |                                         |                                         |                                         |                                         |                                         |                                         |                                         |                                         |                                         |                                         |

## الحكومة
مدينة مانيلا جزء من مانيلا الكبرى التي تسمى ميترو ـ مانيلا، يحكم هذه المنطقة هيئة مؤلفة من خمسة أعضاء. توجد في مانيلا الكبرى أربع مدن كبيرة وثلاث عشرة مدينة صغيرة في كلٍّ منها حاكم أو محافظ. تعتبر مانيلا وكايزون سيتي من أكبر المدن في هذه المنطقة. ويحكم مدينة مانيلا حاكم ونائب حاكم و 36 مستشارًا يتم انتخابهم من قبل الناخبين في المدينة. والحاكم أو المحافظ هو الرئيس التنفيذي. ولكل إدارة في المدينة رئيسها المسؤول. ويتمتع مجلس المدينة بالصلاحيات التشريعية وصلاحية جباية الضرائب. وتشرف دائرة العدل على مكتب المدعي العام، كما تشرف المحكمة العليا على محاكم المدينة. وهناك ست مقاطعات، لكلٍّ منها عضو في مجلس الشيوخ أو الكونغرس. وفي مانيلا أفضل المرافق الصحية في منطقة الشرق الأقصى، وتوجد عدة مستشفيات مجانية ومراكز صحية تقدم الخدمات العلاجية. كما توجد أيضًا مستشفيات حكومية في المدينة من بينها المستشفى المركزي الفلبيني ومستشفى سان لازارو ومستشفى الأطفال والولادة ومستشفيات وعيادات خاصة.
يقوم بالحفاظ على القانون والنظام ضباط حفظ النظام في قيادة شرطة العاصمة. كما تقوم منطقة مانيلا الكبرى بالتعاون مع الحكومة المركزية بتوفير التعليم المجاني في المدارس الابتدائية والثانوية وهناك أيضًا أماكن تعليمية للأطفال المعوّقين والأيتام والطلاب البالغين. وتخدم هذه المنطقة جامعة، كما يتوافر في مانيلا أيضًا معاهد للتعليم العالي من بينها جامعة سانتوس توماس التي تأسست عام 1611م وهي أقدم من جامعة هارفارد في الولايات المتحدة.

### القرى والمناطق

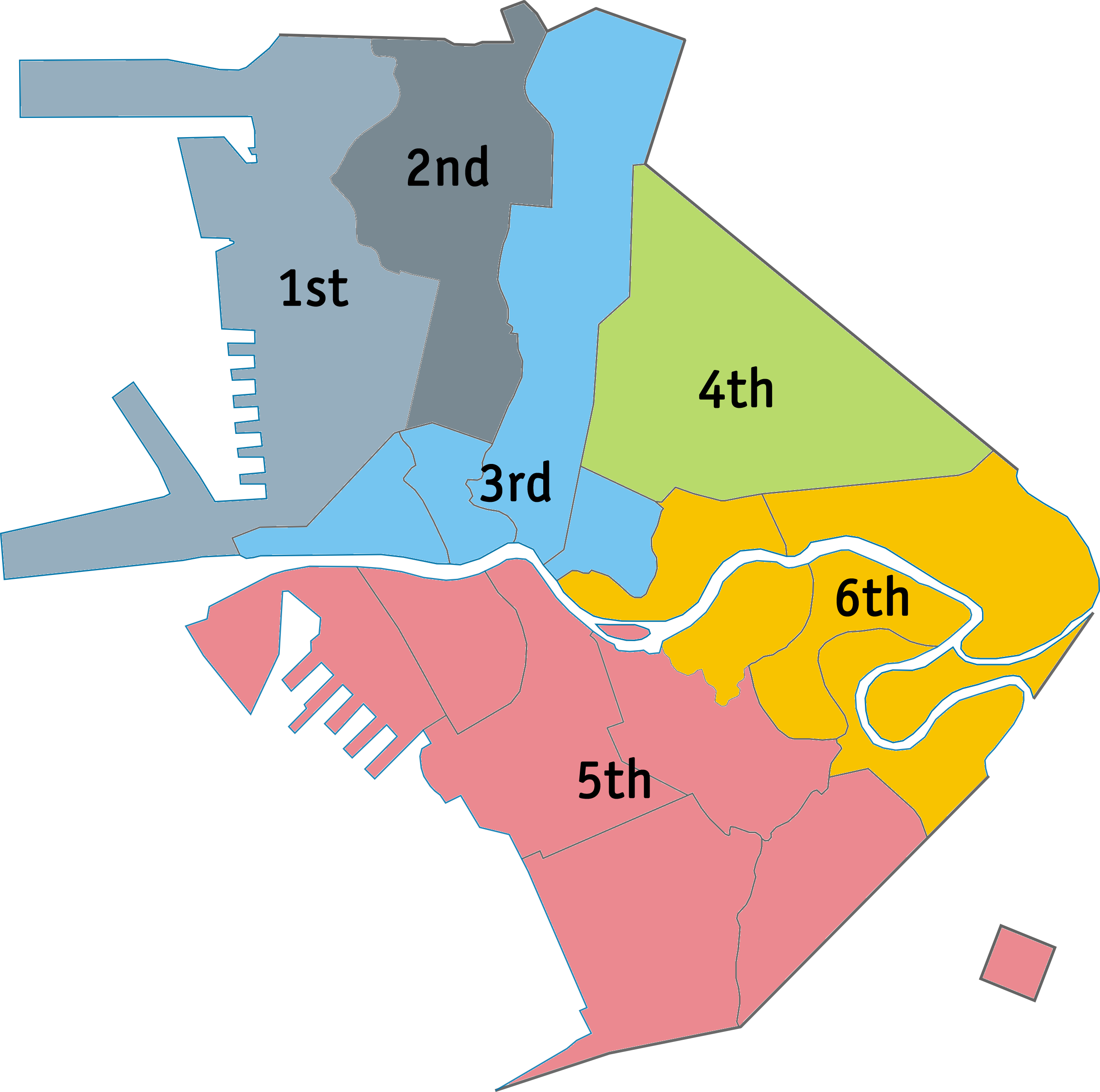
تنقسم مانيلا إلى ستة مناطق انتخابية.

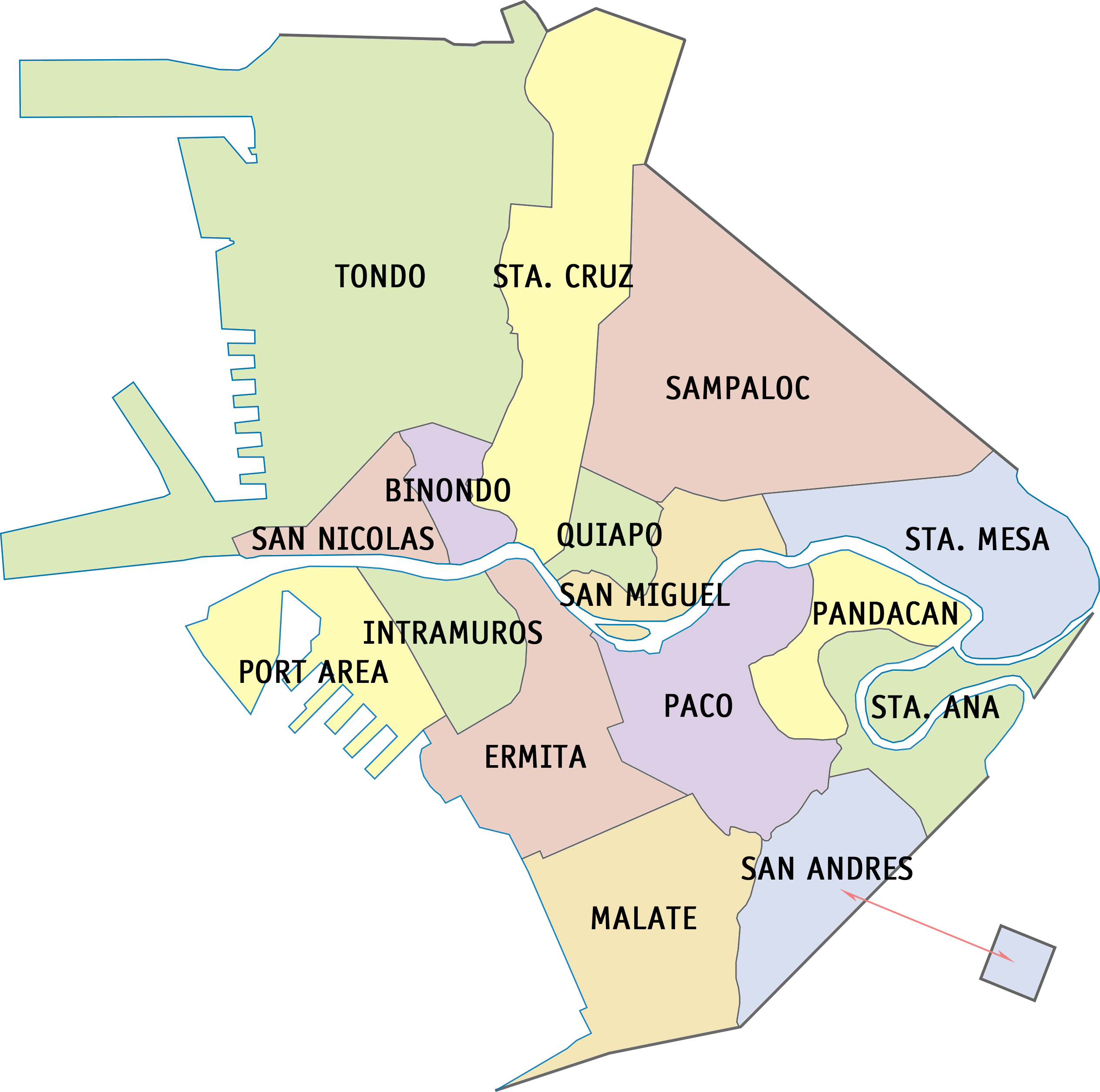
خريطة مقاطعة مانيلا تظهر مقاطعاتها الستة عشر

تتكون مانيلا من 897 قرية، والتي تم تجميعها في 100 منطقة لتسهيل الإحصائيات، تمتلك مانيلا أكبر عدد من القرى من أي مدينة كبرى في الفلبين. وبسبب الفشل في عقد استفتاء، لم تنجح محاولات تقليل عددها على الرغم من التشريع المحلي - المرسوم 7907، الذي صدر في 23 أبريل 1996 - والذي قلص العدد من 896 إلى 150 عن طريق دمج القرى القائمة.

## الاقتصاد
تعتبر مانيلا مركزًا تجاريًّا وصناعيًّا، ولا تقتصر التعاملات التجارية على مانيلا والمناطق الفلبينية بل تتعداها إلى الدول الأخرى. وتعتبر مانيلا ميناء للسفن الأجنبية وتقع على خط جوي وبحري بين الولايات المتحدة والشرق، وهذا ما يجعلها مركزًا ملائمًا لتوزيع البضائع القادمة من مناطق مختلفة من العالم. وتمر معظم صادرات وواردات الفلبين عبر ميناء مانيلا. وقد شجع هذا الوضع على إنشاء المصارف والمؤسسات المالية التي من بينها المصرف المركزي الفلبيني ومصرف التنمية الفلبيني وعدة مصارف أخرى. كما أن الصناعة تحتل أهمية، ومن بين الصناعات صناعة تعليب الأغذية والطباعة والنشر وصناعة الأحذية والبويات وإنتاج طلاء الورنيش والأقمشة وإنتاج الحبال وحبال السفن والصابون وتصنيع السيجار والسجائر. ومعظم مصانع مانيلا صغيرة، كما أنها تستخدم آلات خفيفة فقط. وتقع هذه المصانع بشكل رئيسي في المناطق المزدحمة في توندو وسان نيكولاس وبينوندو ووسانتا كروز. وتوجد مصانع كبيرة في بندكان وباكو وسانتا آنا. وقد صدر مرسوم رئاسي يمنع إقامة المصانع الخطرة في حرم المدينة، في نطاق دائرة قطرها نحو 50كم، وذلك لحماية السكان من التلوث. وتقوم إدارة أعمال المياه والمجاري في المدينة بتوفير مياه الشرب للسكان. ويتم جمع النفايات بشكل منتظم، كما يتم إجراء التفتيش المستمر على الأسواق والمسالخ ودور السينما والمراكز الترويحية. وتقوم شركات خاصة بإدارة الخدمات الهاتفية، المحلية والدولية، وكذلك خطوط البرق والكهرباء. كما تقوم الحكومة بتوفير مصادر الطاقة اللازمة.

## السكان
كانت مدينة مانيلا منذ أربعة قرون مضت شريطًا من القرى الصغيرة داخل ميناء مسوَّر على خليج مانيلا وكان سكانها مسلمين. وتحولت مانيلا إلى مدينة تتسم بالنشاط والحيوية حيث جذبت مهاجرين من مختلف أرجاء الفلبين، قدموا إليها بحثًا عن العمل والتعليم والتجارة. وقد أدى ذلك إلى الازدياد السريع في عدد السكان وخصوصًا خلال القرن العشرين. وعلى مدى هذا القرن، ازداد عدد السكان في مانيلا من 220,000 نسمة إلى ما يقرب من مليونين، كما زادت الكثافة السكانية من 5,200 نسمة في الكيلو متر المربع إلى 25,000 نسمة. وتعتبر مانيلا من أضخم المدن الفلبينية من حيث عدد السكان والكثافة ولا يوجد فيها تنظيم خاص بالتوزيع السكاني. وتعتبر منطقة توندو أكثر المناطق ازدحامًا، لأن قربها من الأراضي المتاخمة للمياه جذب المواطنين بحثًا عن فرص عمل أو تجارة. أما منطقة الميناء، فإنها تعتبر أقل كثافة من بين المناطق الأخرى. وعمومًا، يُعد الشعب في مانيلا شعبًا فتيًّا بسبب ارتفاع معدل المواليد وكبر حجم العائلة بالإضافة إلى هبوط معدل الوفيات، ويبلغ المعدل الطبيعي للزيادة السكانية 3% في السنة. وبالرغم من أن غالبيتهم من أصل فلبيني، فإن نسبة الصينيين تبلغ نحو 6%، ويشكل المواطنون الغرباء من أمريكيين وأوروبيين وبعض سكان وسط آسيا 3%.
نتيجة للتأثير الثقافي الإسباني، أصبحت مانيلا مدينة ذات أغلبية مسيحية حيث اعتبارًا من عام 2010، تبلغ نسبة الكاثوليك في مانيلا 93.5%، كما تبلغ نسبة البروتستانت 1.8% والبوذيين 1.1%. وتوجد في مانيلا مشكلة مستعصية في الإسكان، ولكن الحكومة بنت شققًا سكنية لمساعدة فقراء المدينة. وما زال كثير من المهاجرين يضعون أيديهم على أراض عامة بسبب ارتفاع تكاليف البناء وعدم وجود أراضٍ شاغرة. وتملك 40% من العائلات منازلها التي تسكن فيها، لكن الأغلبية تستأجر المنازل على أساس الإيجار الشهري. ويوجد في مانيلا أربعة أشكال من المباني السكنية، وهي: منزل لسكن عائلة واحدة، وشقة بطابقين، وشقة بطابق واحد، ومنزل البارونغ الفلبيني. ويعتبر المنزل المخصص لعائلة واحدة من أكبر المنازل ومن أفضلها تجهيزًا، حيث يسكن الأغنياء وكذلك العائلات ذات الدخل الأعلى من المتوسط في هذا النوع من المنازل وأما الذين لا يستطيعون دفع التكاليف لبناء منزل، فإنهم يستأجرون شققًا. وتقدم الحكومة قروضًا سكنية لأولئك الذين يستطيعون دفع الرهن العقاري. ويسكن في منازل البارونغ الفقراء من الشعب. ويتم بناء هذا النوع من المنازل من مواد بسيطة، كما أن فيه القليل من وسائل الراحة العصرية، وهذا النوع من المنازل شائع في مناطق توندو وسان نيكولاس المزدحمة بالسكان. وتعكس المباني في مانيلا التأثيرات الملايوية والإسبانية والأمريكية والصينية. وهناك تأثيرات لأساليب العمارة الأسبانية والأمريكية في المباني السكنية في منطقتي إميتا وملاتي، كما توجد تأثيرات مماثلة في الكنائس والمدارس والمباني الحكومية وفي قاعات الاجتماعات، وهذه المباني مصنوعة من مواد قوية، كالفولاذ والإسمنت والطوب الفارغ والآجر والبلاط والأسقف الحديدية المطلية بالزنك والخشب الصلد.

## التطور العمراني والمواصلات

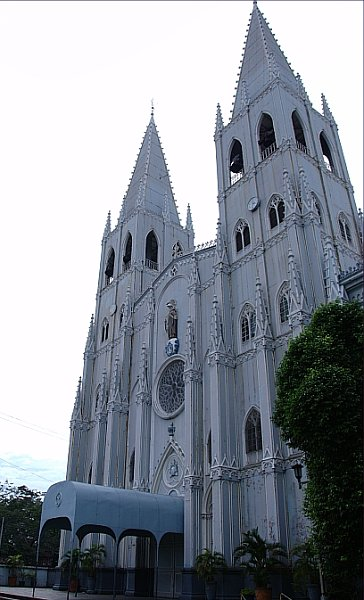
كتدرائية سان سبيستيان

أعدَّ المهندس المعماري الأمريكي دانيل بيرنهام مخططًا لمدينة مانيلا عام 1904م. وقد تضمنت خطة هذا المهندس خمسة عناصر متكاملة، هي: 1- توسيع الأراضي المتاخمة للمياه، وإيجاد مواقع للحدائق العامة لإقامة أماكن ترويح مناسبة في كل حي من أحياء المدينة 2- إنشاء شبكة طرق تسمح بربط كل منطقة في المدينة بشكل مباشر وسهل 3- تحديد مواقع البناء للأغراض المتعددة 4- توسيع الممرات المائية لاستخدامها في حركة النقل 5- إقامة منتجعات صيفية.
لكن المدينة تطورت بطريقة أقل تنظيمًا مما تضمنته خطة بيرنهام، فقد أقيمت المنطقة التجارية الرئيسية داخل مجمعات الأسواق في منطقتي كيابو وسانتا كروز الواقعتين في وسط المدينة حيث تلتقي معظم خطوط المواصلات في جميع أنحاء المدينة عند هاتين المنطقتين. يفصل نهر باسيغ المدينة إلى أربع عشرة منطقة إدارية. تقع في شمال النهر توندو وسان نيكولاس وبينوندو وسانتا كروز وكيابو وسان ميغيل وسامبالوك، أما في الجنوب فهناك منطقة الميناء وإنتراموروس وإرميتا ومالاتي وباكو وبند كان وسانتا آنا. وتربط ستة جسور هاتين المنطقتين من المدينة، وهذه الجسور هي: روكساس وجونز وماك آرثر وكايزون وأيالا وما بيني.
لكل منطقة ـ ما عدا منطقة الميناء ـ مركزها التجاري الخاص بها وكنائسها ومدارسها، وتعتبر مناطق كيابو وسانتا كروز وسان نيكولاس وبينوندو المراكز التجارية الرئيسية. ويعيش كثير من الناس في منطقة توندو التي تقع على الشاطئ الشمالي، وهي ميناء دخول للسفن القادمة من الموانئ الداخلية. يوجد قصر مالانكا نانغ في منطقة سان ميغيل، وكان هذا القصر مقرًا لإقامة الحكام الأسبان والأمريكيين وهو الآن مقر للرئيس الفلبيني. وهناك عدة جامعات في منطقة سامبالوك مثل جامعة سانتا توماس والجامعة الوطنية وجامعة مانيلا وجامعة الشرق.
تحتل منطقة الميناء الجزء الجنوبي من الشاطئ. وهذا الميناء مخصص لدخول السفن الأجنبية. وتعتبر مناطق باكو وبندكان وسانتا آنا مناطق سكنية يعيش فيها أُناس من ذوي الدخل المتوسط بشكل خاص، أما منطقتا أرميتا ومالاتي فهما أكثر المناطق غلاء وتطلان على خليج مانيلا. وهناك عدة فنادق وسفارات في هذه المنطقة. ويعتبر الميناء الجنوبي منطقة الميناء الرئيسية. كما يحيط بهذا الميناء حاجز أمواج، وهناك أيضًا خمسة أرصفة يُستخدم أربعة منها لرسو السفن التجارية. ويقع مبنى الجمارك وعدد من المستودعات في الميناء الجنوبي حيث تتم عمليات شحن وتفريغ البضائع المحملة على السفن الأجنبية. أما الميناء الشمالي الذي يوجد في منطقة توندو، فإنه يعتبر ميناء للسفن العاملة داخل الفلبين. وفي هذا الميناء عدة أرصفة ومستودعات، وهذا الميناء مزدحم جدًّا حيث يعبره إلى مانيلا كثير من السفن القادمة من فيزاياس وجزر مينْداناو.
توجد المحطة الرئيسية للهيئة الوطنية للسكك الحديدية الفلبينية في العاصمة مانيلا، حيث تربط هذه الخطوط العاصمة مانيلا بشمالي وجنوبي لوزون. وبالرغم من وجود وسائل النقل في مانيلا، فإن ازدحام المرور يعتبر من المشكلات الرئيسية التي تعاني منها المدينة. ويرجع السبب في ذلك إلى النمو السريع للمدينة وإلى ازدياد عدد السكان. وساهم إنشاء خط سكك حديدية سريع ـ يمر عبر المراكز التجارية في المدينة ـ في تخفيف بعض هذه المشكلات

### المطارات
- مطار نينوي أكوينو الدولي
- تيرمينال 1
- تيرمينال 2
- تيرمينال 3
- تيرمينال 4

## الثقافة
يعرض المركز الثقافي الفلبيني الذي يقع على أرض تم استصلاحها في خليج مانيلا أعمالاً فنية متنوعة، من بينها التصوير التشكيلي وأعمال المسرح والموسيقى والرقص الشعبي. ومن أهم المباني العامة الكبيرة، المتحف الوطني الذي يشمل معروضات مهمة في مجال الآثار والتاريخ الطبيعي. كما توجد أيضًا المكتبة الوطنية. وهناك صحف يومية باللغة الإنجليزية والفلبينية ومن أهم الصحف اليومية التي تصدر باللغة الإنجليزية: مانيلا بوليتين؛ مانيلا ديلي إنكوايرر؛ مانيلا كرونيكل؛ الفلبين ستار؛ الفلبين جلوب؛ مانيلا تايمز؛ الملايو. والمجلات الأسبوعية هي: الفلبين فري برس؛ بانوراما؛ الصندي إنكوايرر. وتوجد صحيفتان تصدران باللغة الفلبينية وهما: التاليبا؛ الباليتا. كما تبث عدة محطات للإذاعة وخمس محطات تلفزة إرسالها داخل منطقة العاصمة.
وتوجد في مانيلا عدة مناطق ترويحية، ففيها متنزه ريزال الذي يحتوي على مسرح مفتوح وملعب ومدرج مسقوف والحديقة اليابانية وأخرى صينية ونصب تذكاري للبطل القومي خوزيه ريزال، وهناك أيضًا متنزه على طول شاطئ خليج مانيلا. ومن المناطق المهمة الأخرى، حديقة للنبات والحيوان في مانيلا ومتنزه باكو وحديقة ميهان. ومن المنشآت الرياضية، استاد ريزال التذكاري ومركز البابا الكاثوليكي بيوس الثاني عشر. كما توجد أيضًا مسارح خاصة وملاعب للبولينج وحلبات لسباق الخيول ومصارعة الديوك.

## المعالم
مانيلا هي العاصمة السياسية للفليبين، وهي المركز الاقتصادي والثقافي والسياسي للبلاد. تم تخطيط المدينة بحيث تربط أجزاءها طرق دائرية وأخرى شعاعية، وتعد الحافلات وسيلة النقل الجماعية الرئيسة في المدينة، كما تعد المدينة عقدة مواصلات لطرق السيارات والسكك الحديدية، وترتبط جواً بنحو عشرين دولة وثلاثين مدينة في العالم عن طريق مطارها الدولي الذي يسمى مطار نينوي أكوينو الدولي. ومن أهم معالم المدينة (حديقة ريزال)، كما يوجد مكان خاص للنزهة على شاطئ (خليج مانيلا) يسمى (باي ووك) Baywalk، إضافة إلى عدد آخر من الحدائق والمتنزهات من بينها حديقة للحيوان ومتحف للنباتات (باتنيغال غاردين). ويوجد في المدينة أيضاً مجموعة كبيرة من المؤسسات التعليمية، منها أربع جامعات، وعدد كبير من المعاهد العليا، وفيها متحف وطني ومكتبة وطنية، كما تعد (كاتدرائية مانيلا) و(المسجد الذهبي) فيها من المعالم المميزة.

### المعالم العامة والمتاحف
| - الحي الصيني - جامعة الشرق الأقصى - قلعة سانتياغو - انترامورس - قصر مالاكانيان، المقر الرسمي للرئيس الفلبيني - باي ووك - كنيسة مالاتي - كاتدرائية مانيلا - مانيلا سيتي هول - أوشن بارك - نادي اليخت - متحف دي لا سال جامعة مانيلا | - حديقة النباتات - حديقة حيوان مانيلا - مسرح المتروبوليتان - متحف بامباتا - المكتبة الوطنية - باكو بارك، (موقع البرنامج التلفزيوني - باكو بارك) - لورنزو بلازا رويز - بلازا ميراندا - الكنيسة كيابو - دائرة ريميديوس - ريزال بارك - متحف الفنون والعلوم (يو اس تي) | - كنيسة سان أغوستين - كنيسة سان سيباستيان - ضحايا (قانون الدفاع عن النفس) التذكارية الجدار ضريح بونيفازيو. - جامعة سانتو توماس - المتحف الوطني العام - متحف مانيلا، نانو غرام (سابقا نادي سلاح البحرية) - متحف الفلبين الوطني (ريزال بارك) - أبرشية أور لايدي (تحف ما قبل الاستعمار الإسباني) - ساحة سان لويس (انترامورس) - متحف الضوء والصوت (أنترامورس) - متحف أنترامورس (كنيسة سان أغوستين) |

### أماكن الرياضة
- استاد ريزال التذكاري الرياضي
  - ريزال التذكاري (ملعب لكرة القدم)
  - ريزال التذكاري (البيسبول)
- ملعب نينوى اكينو
- نادي سان أندريس الرياضي
- متروستارز

## معرض الصور

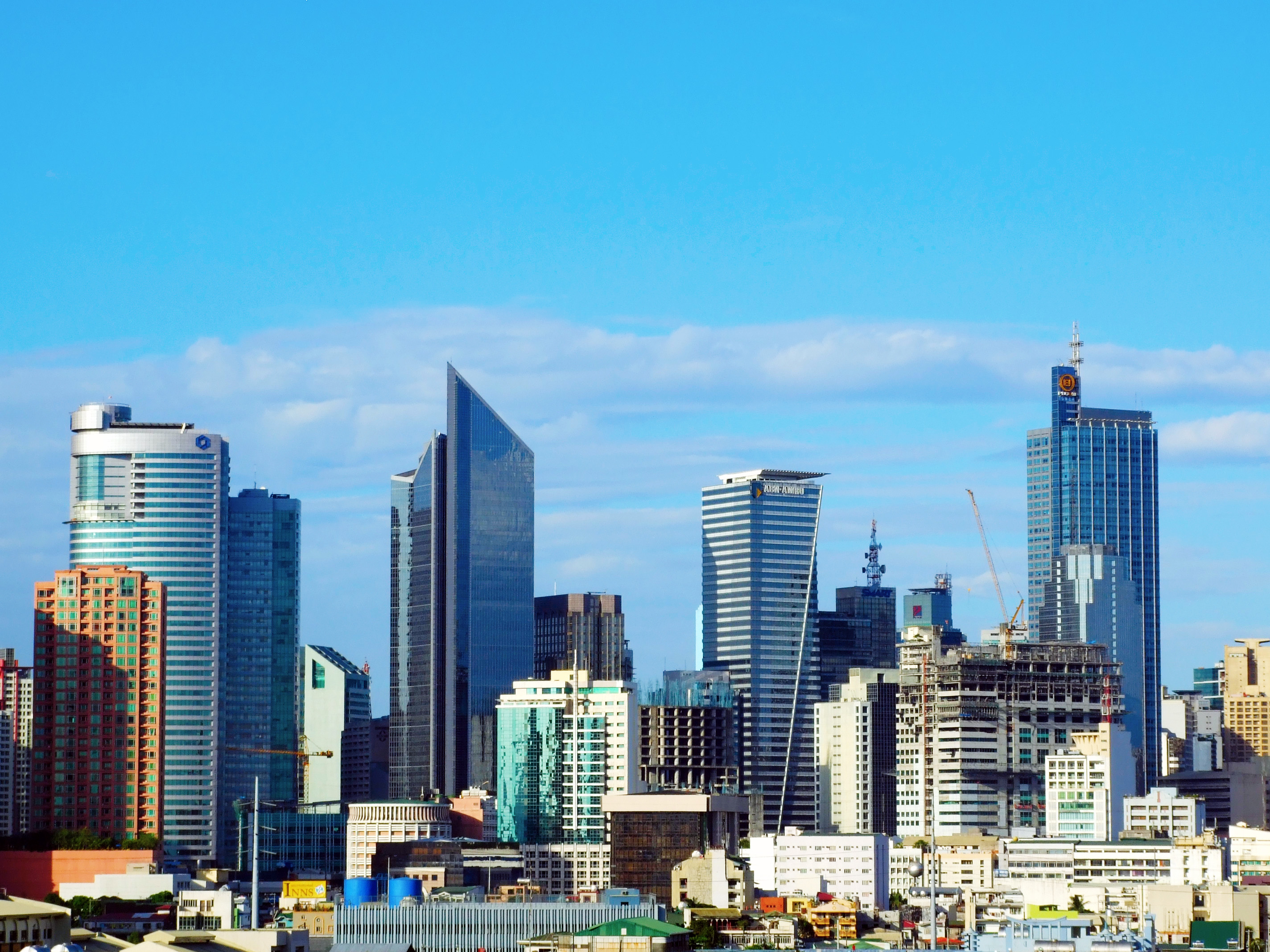
منطقة مكاتي
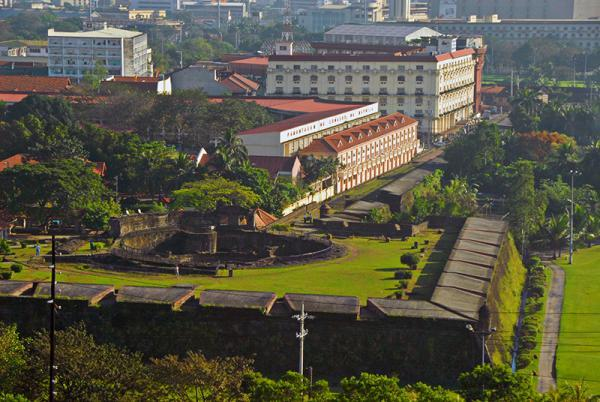
جامعة مانيلا
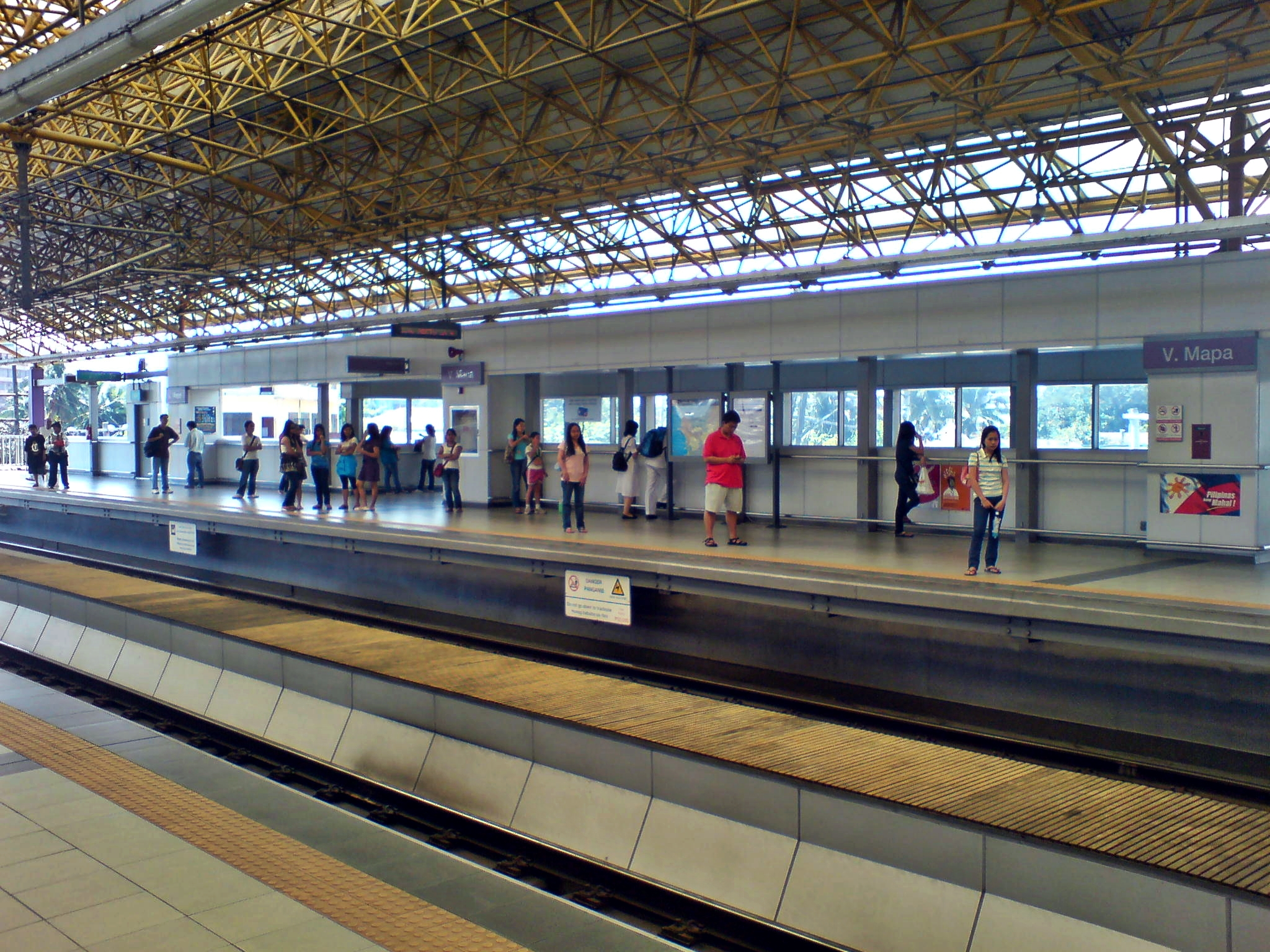
محطة السكك الحديدية
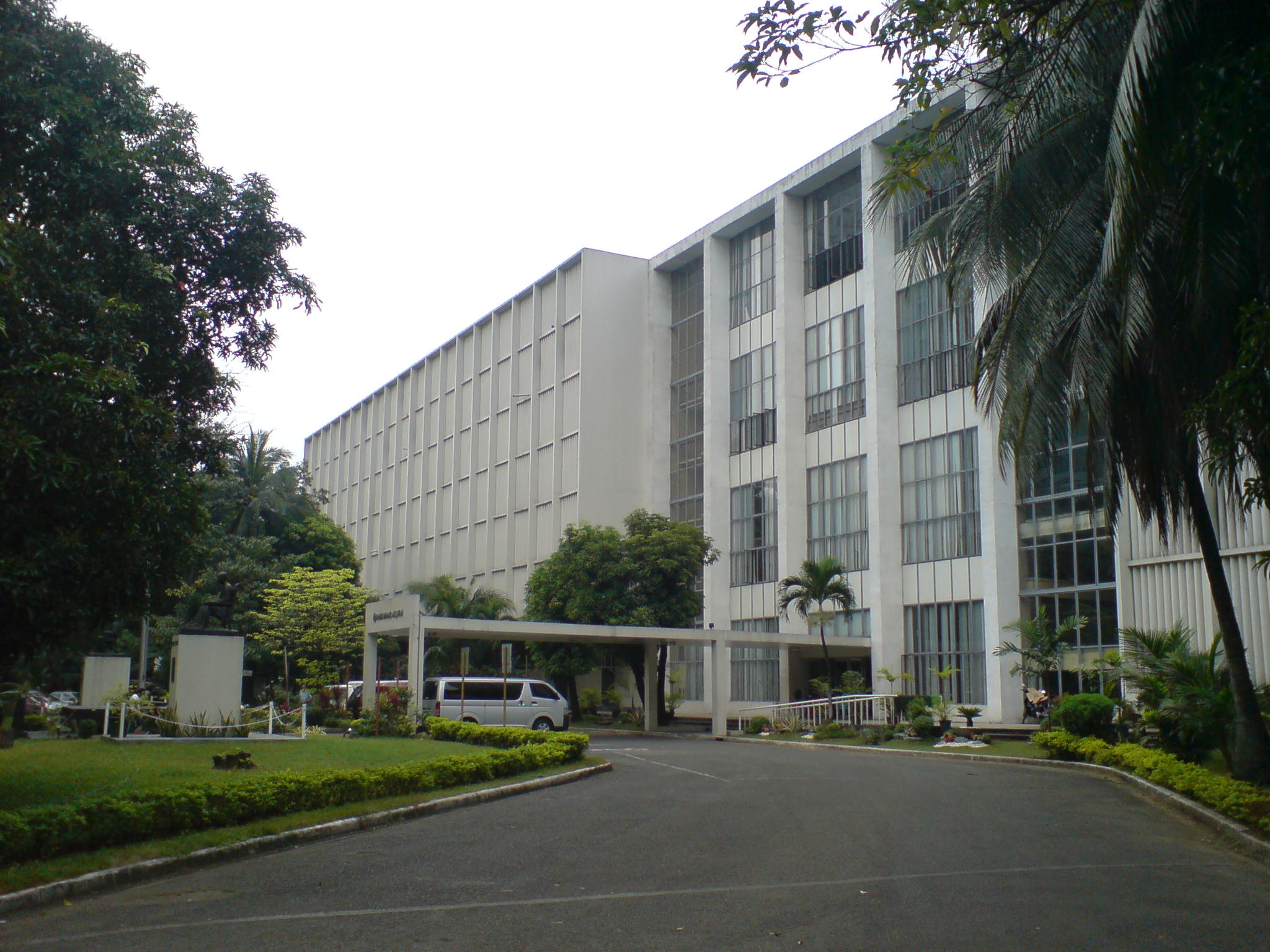
المكتبة الوطنية
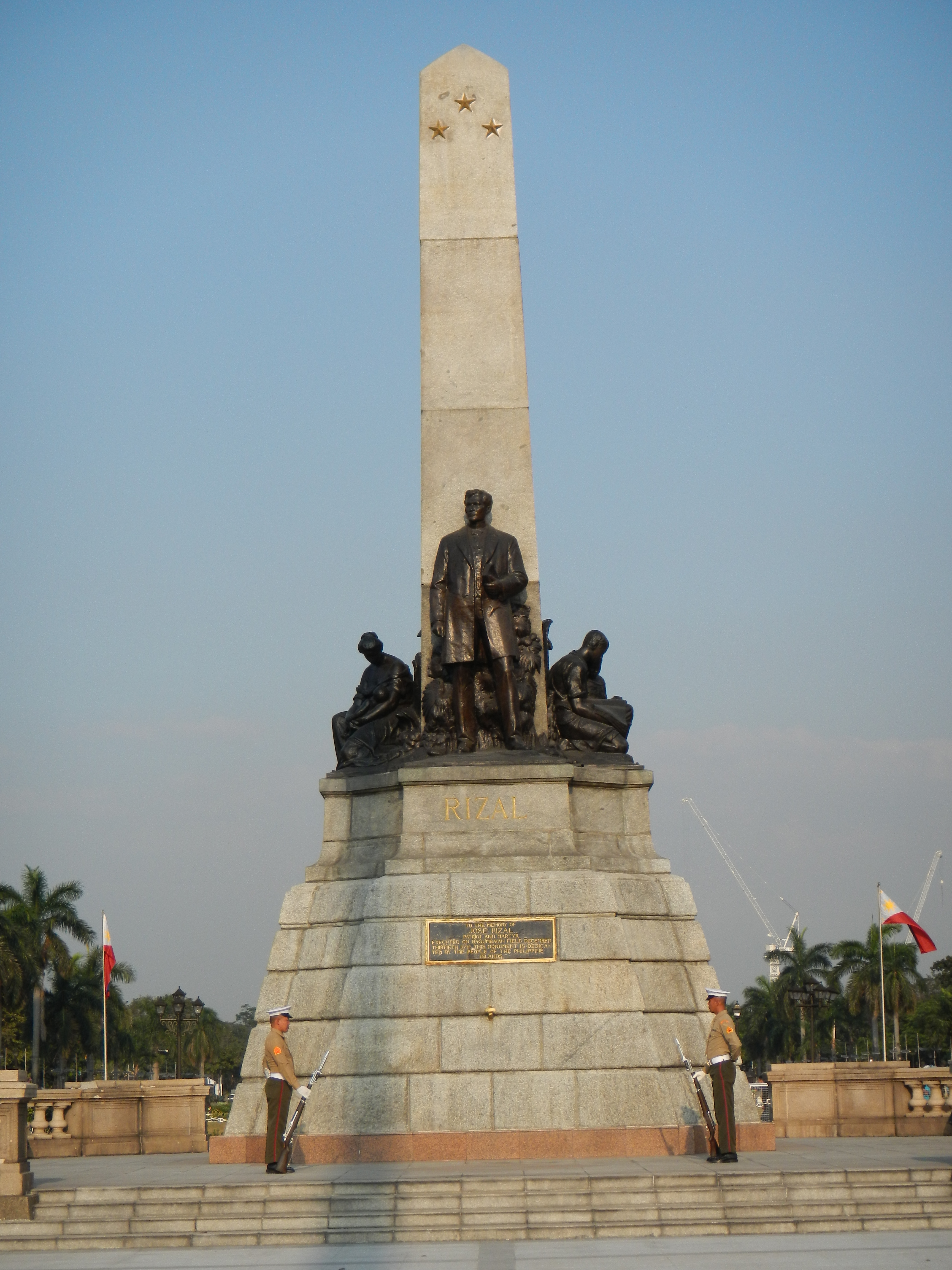
نصب تذكاري لخوسيه ريزال
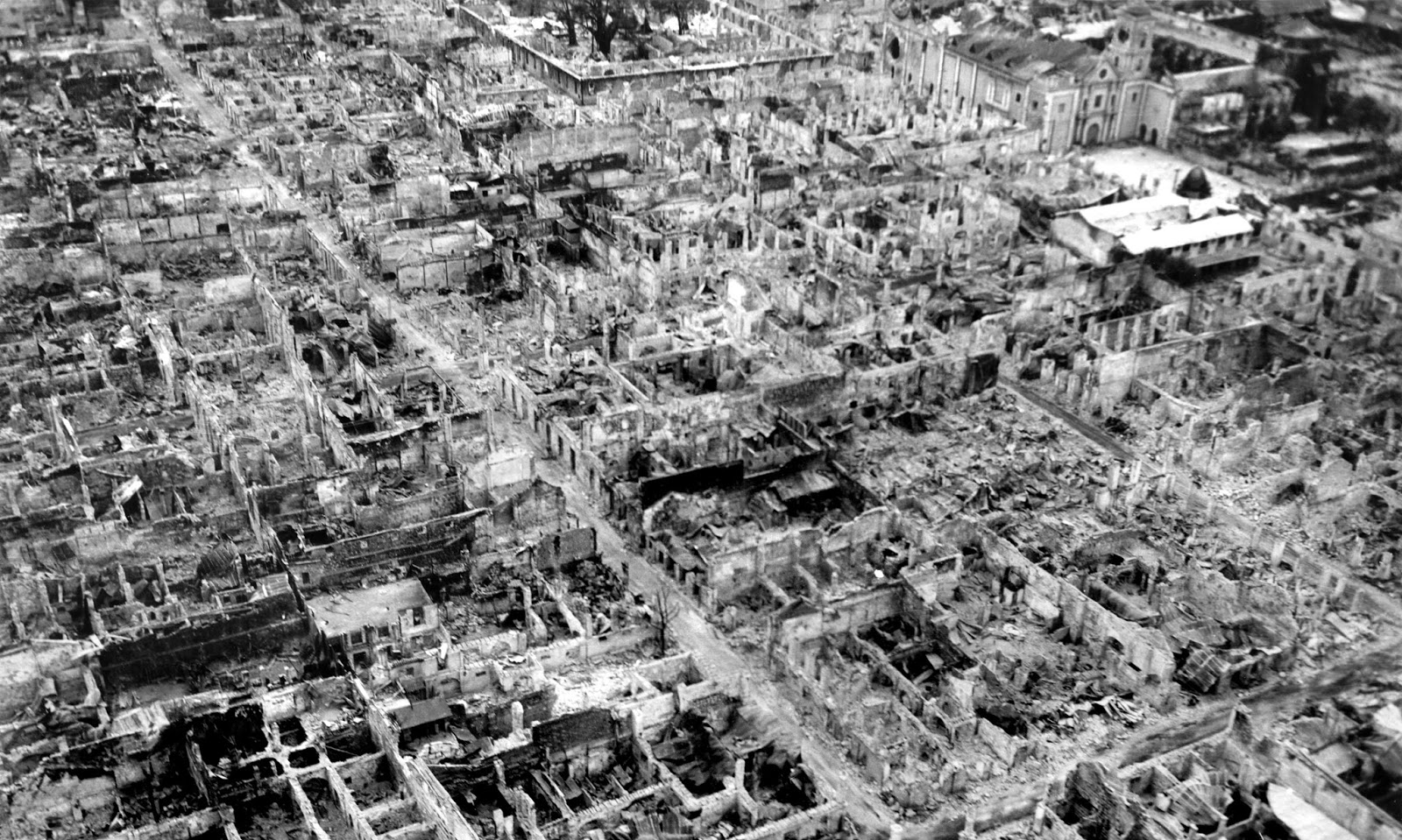
التدمير الذي أحدثته القوات اليابانية في مانيلا (عام 1945)
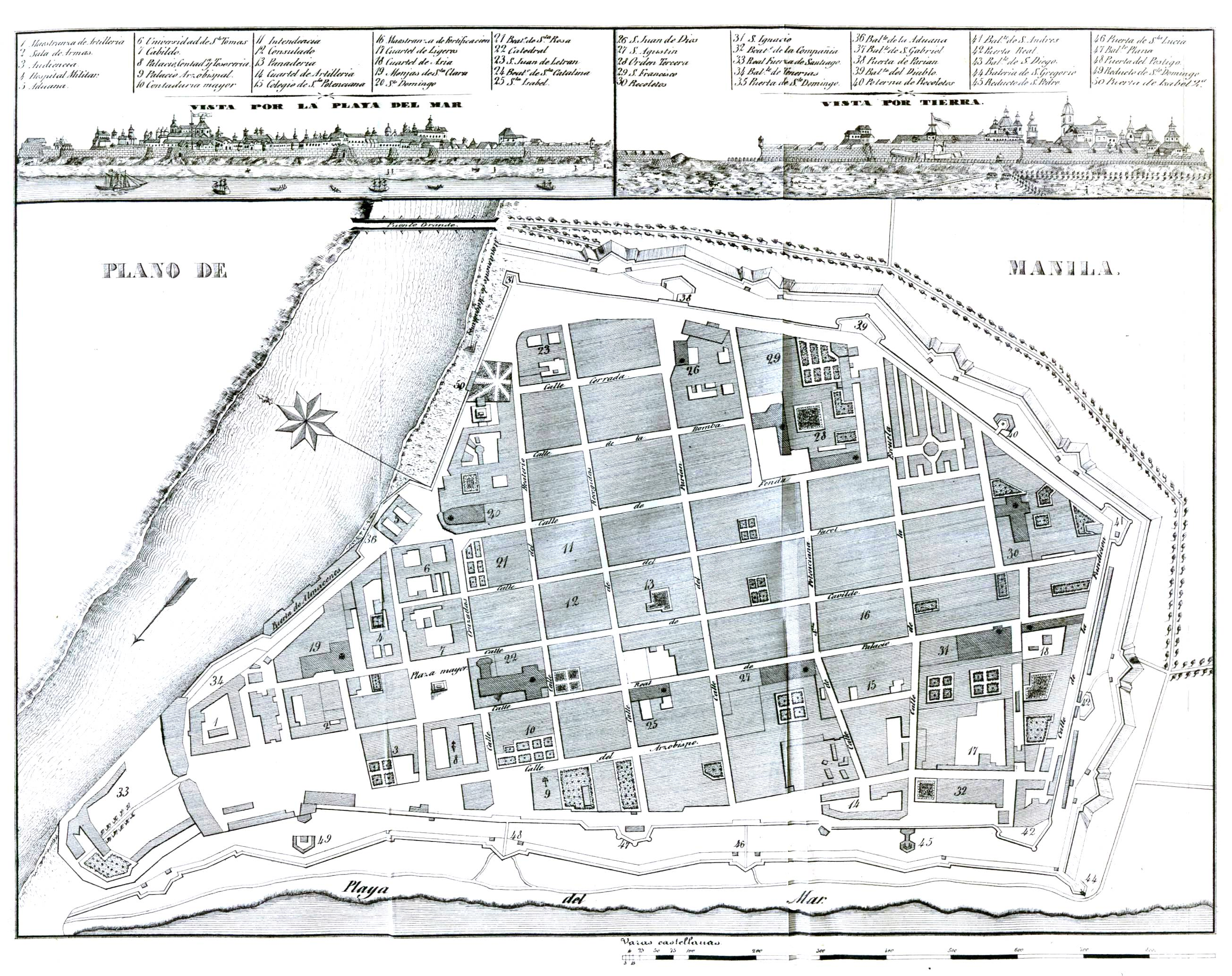
رسم تخطيطي لمانيلا (الأصلي: بلانو دي مانيلا عام 1851
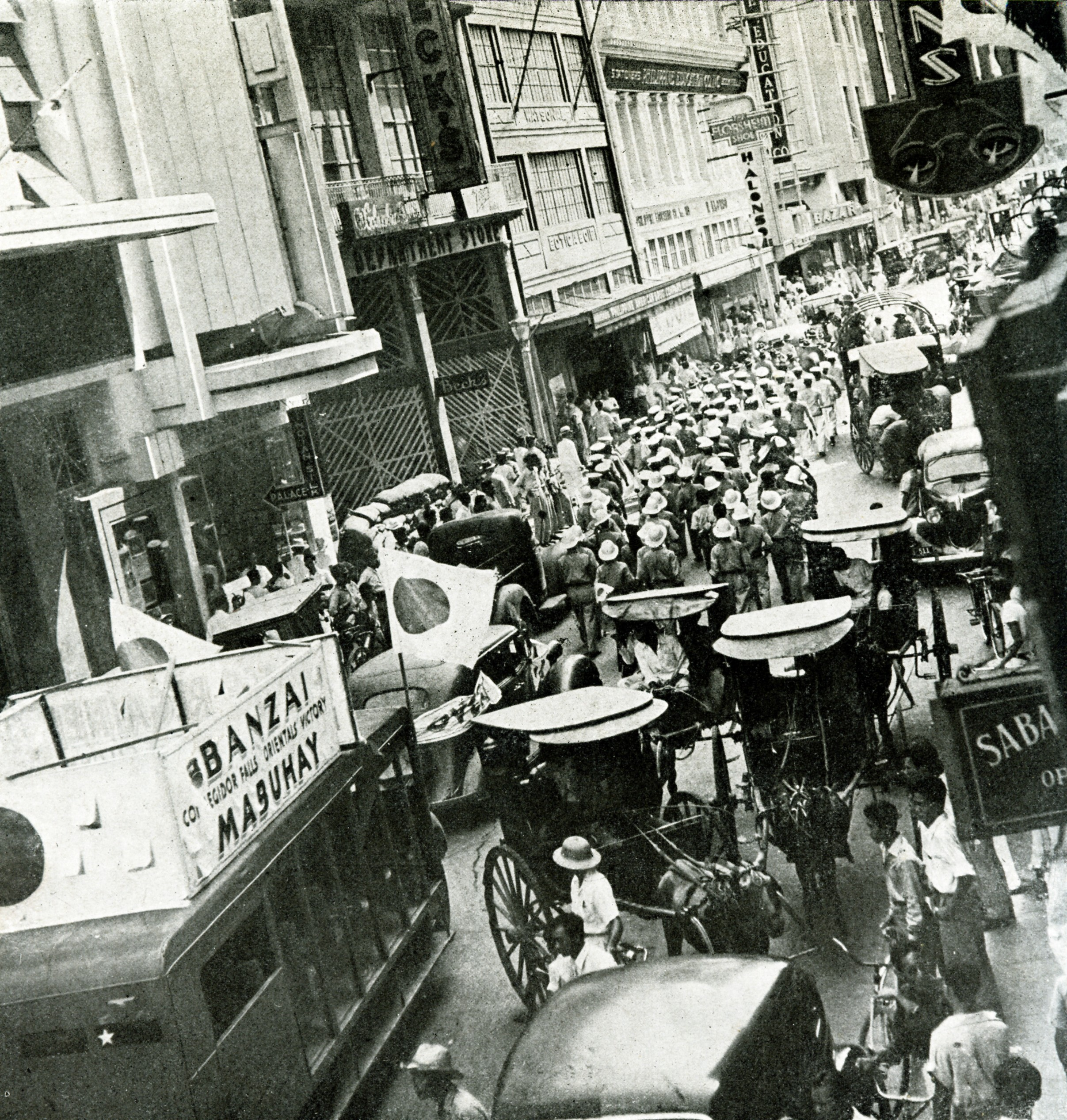
مانيلا بعد سقوط (كريجيور) (عام 1943)
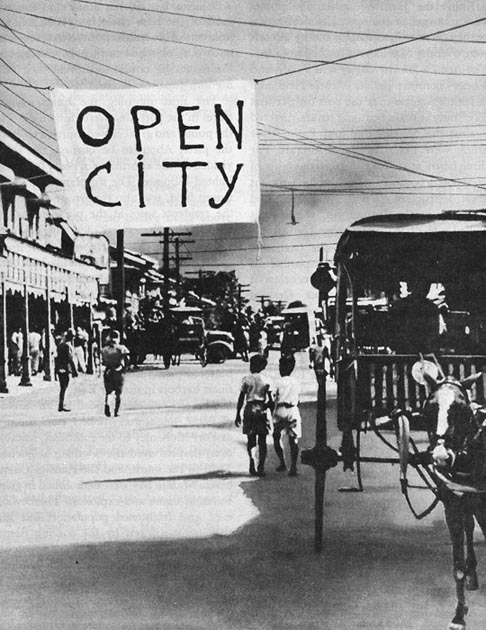
أعلان ان مانيلا مدينة مفتوحة
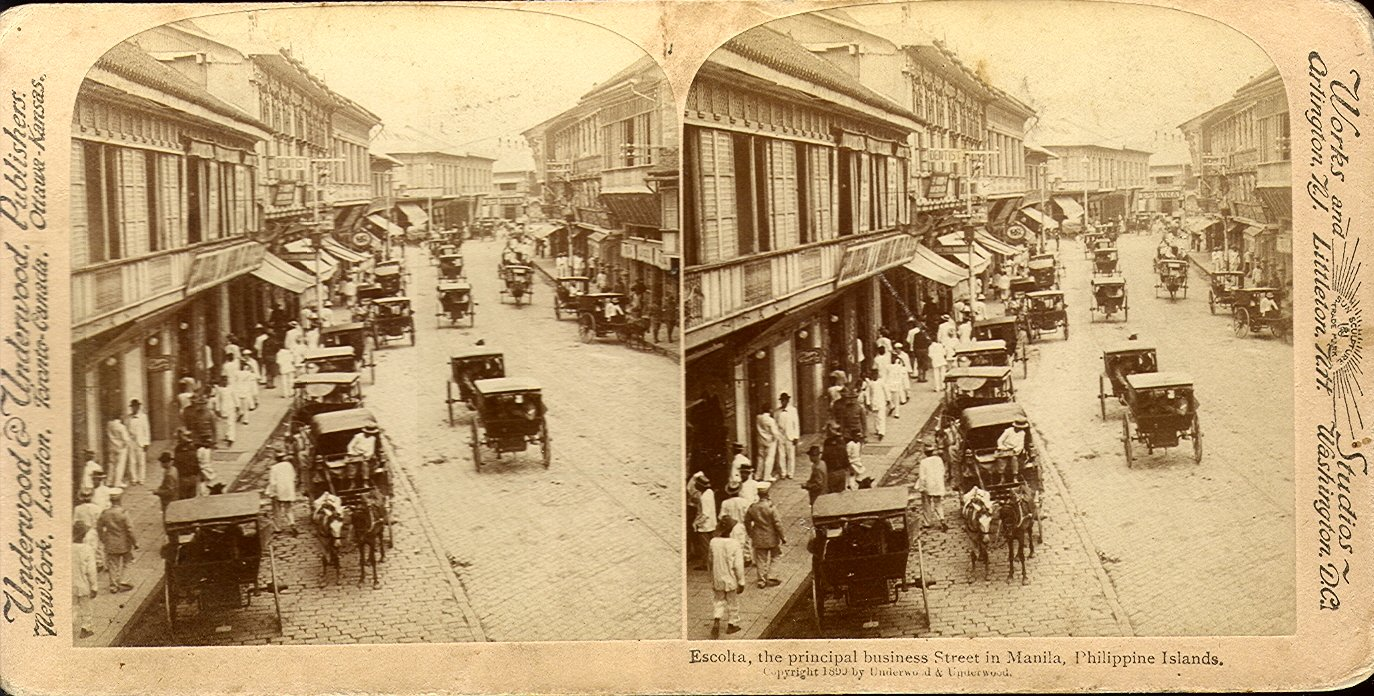
شارع اسكولتا في مانيلا عام 1899
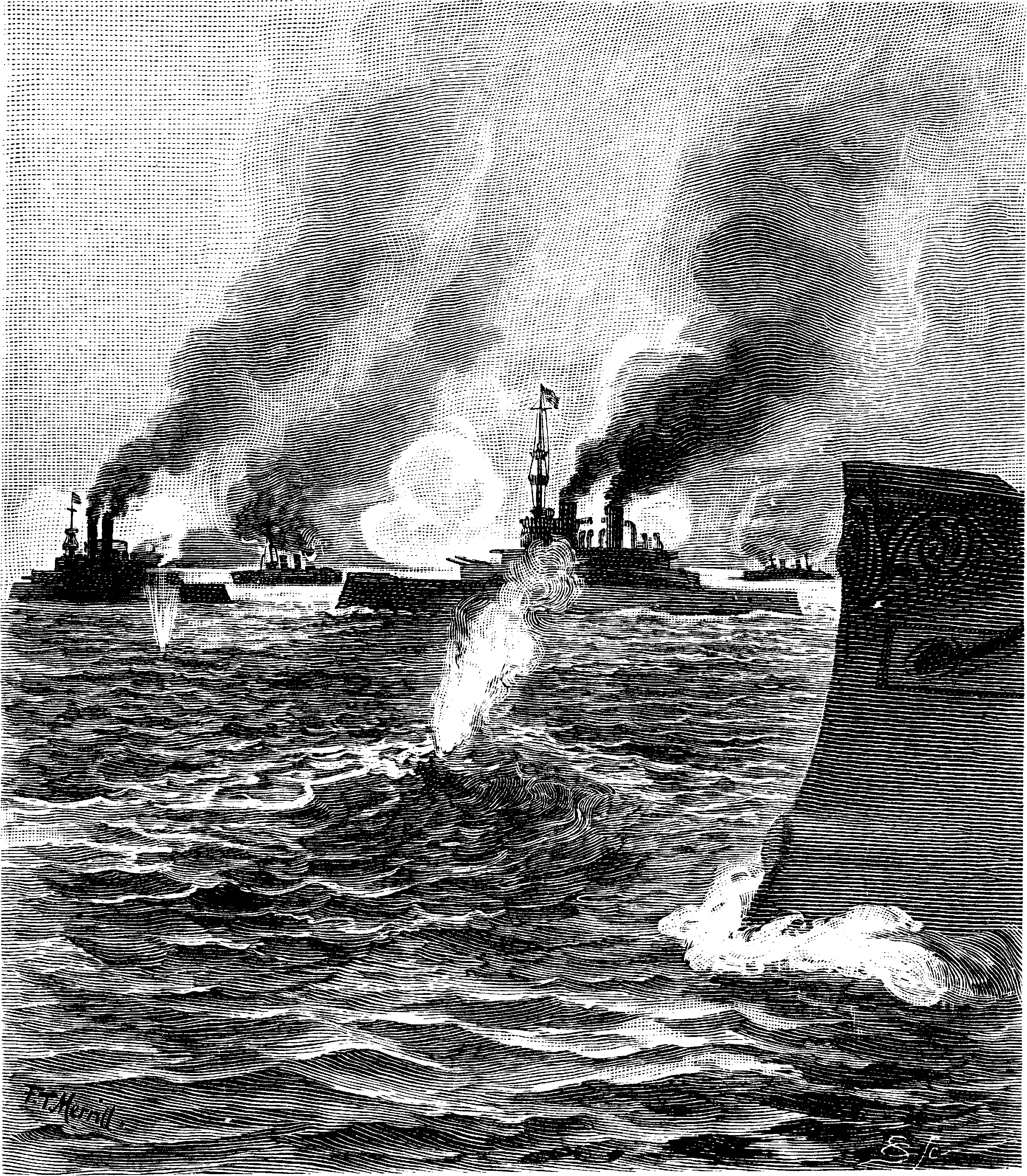
معركة خليج مانيلا في (1 مايو، 1898)
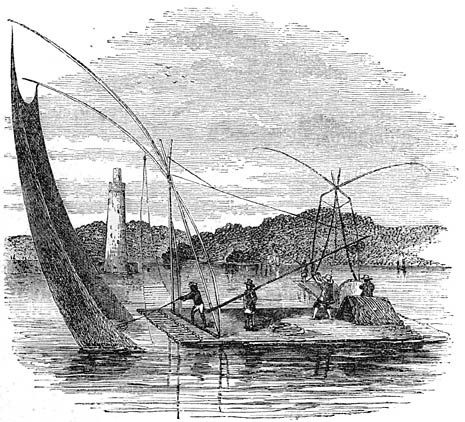
صيادوا سمك في مانيلا, بدايات القرن الثامن عشر عام (1800)
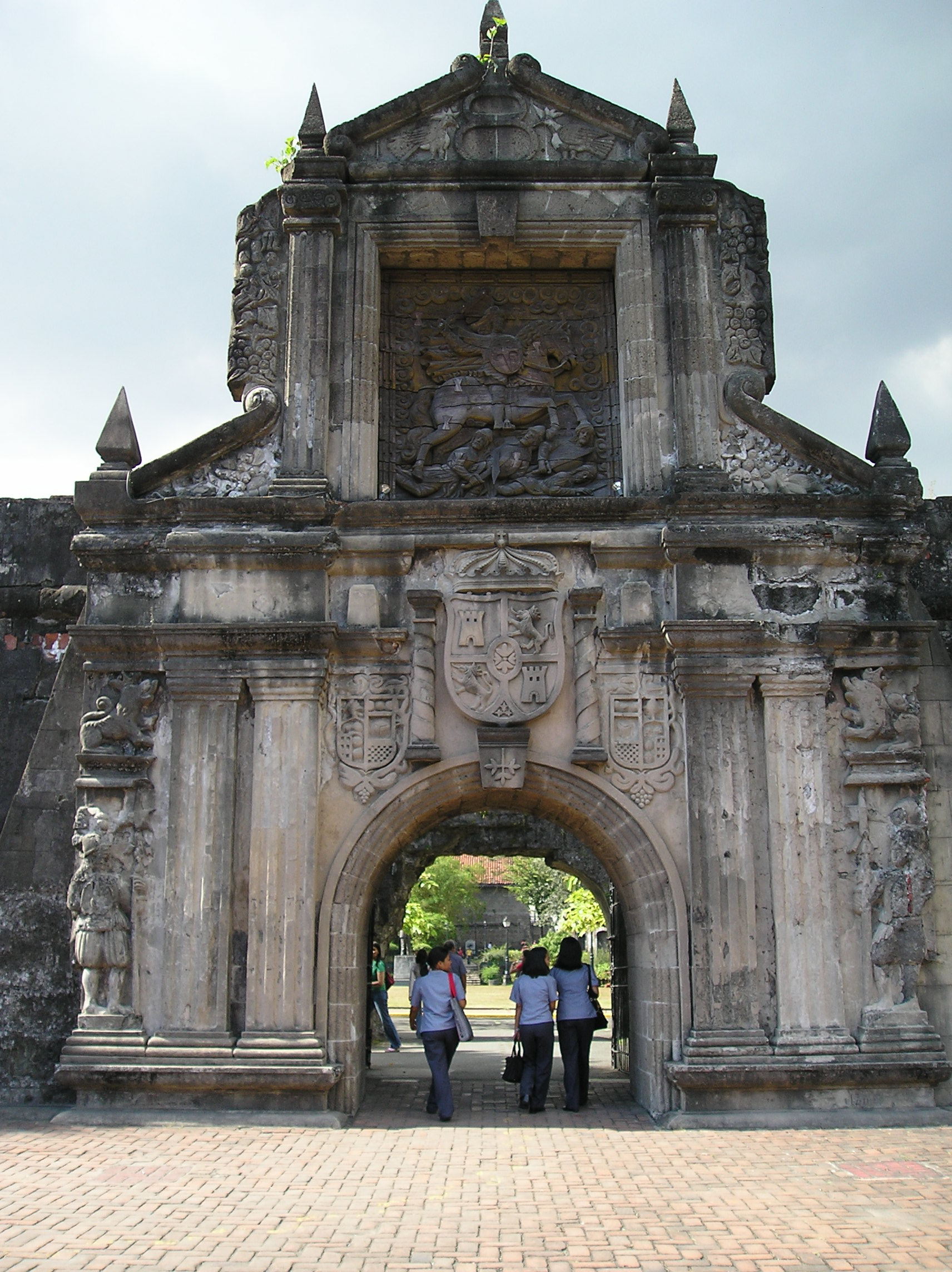
بوابة قلعة سان دييغو
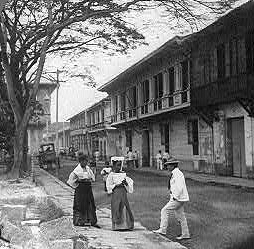
شارع كابيلدو في انتراراموس (عام 1700)
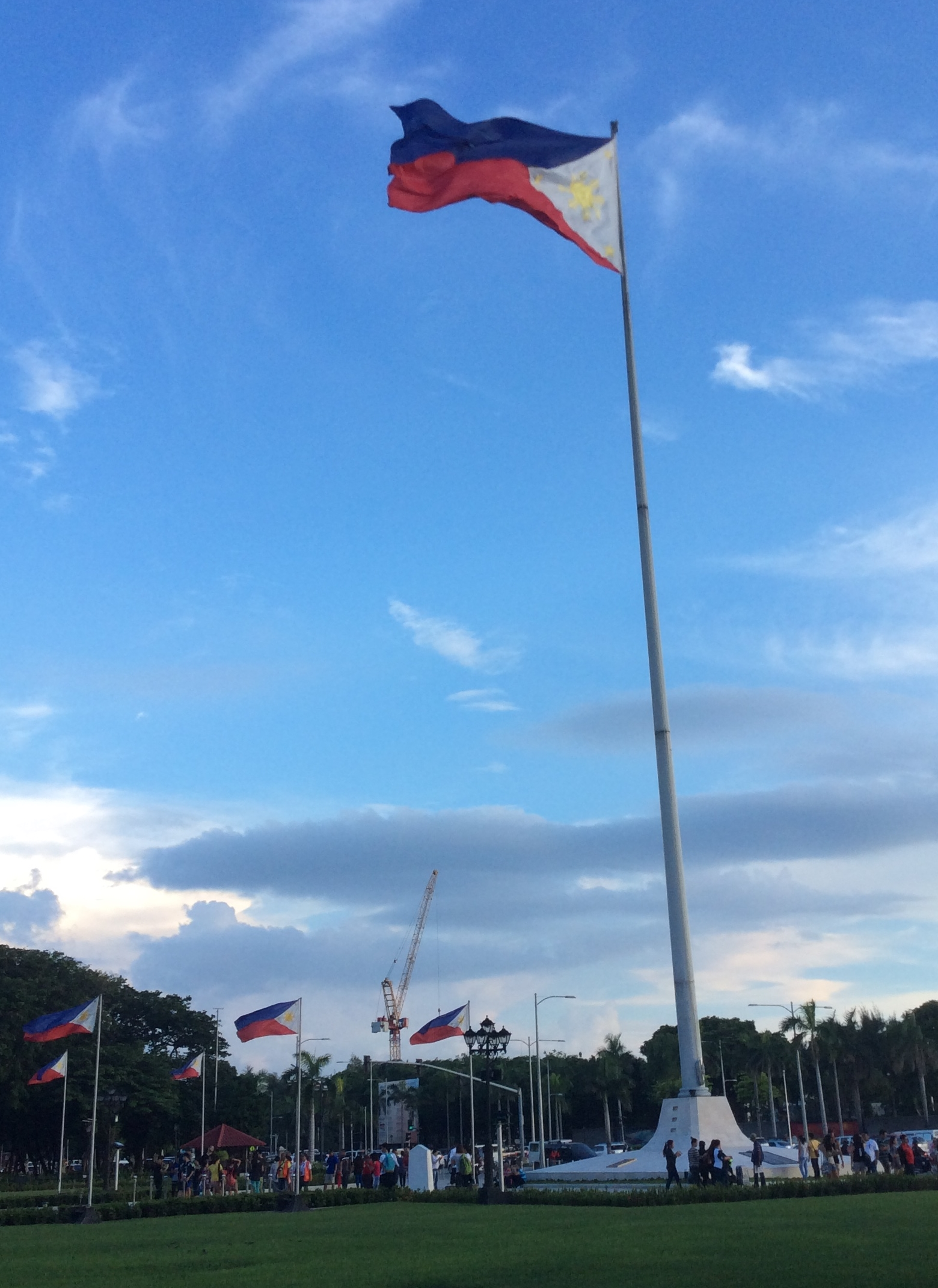
سارية علم الاستقلال

## مدن شقيقة
| المدينة       | البلد      | العام | المصدر |
| ------------- | ---------- | ----- | ------ |
| تايبيه        | تايوان     | 1966  | [ 20 ] |
| مونتريال      | كندا       | 2005  | [ 21 ] |
| وينيبيغ       | كندا       | 1979  | [ 22 ] |
| بكين          | الصين      | 2002  | [ 23 ] |
| مدريد         | إسبانيا    | 1987  | [ 24 ] |
| سانتا باربارا | كاليفورنيا | -     | [ 25 ] |
|               |            |       |        |

## بيبليوغرافيا
- بيور، رونالد (23 يونيو 2004)، تاريخ العنصر والعرق في أميركا، جامعة كولومبيا، ISBN:0-231-11994-1، مؤرشف من الأصل في 2014-09-22.
- بلير، ايما هيلين، المحرر (1911)، جزر الفلبين, 1493-1803، مؤرشف من الأصل في 2019-12-12, (V-3).
- بوت، ماكس (ابريل 1, 2002)، حروب وحشية للسلام، دار الكتب الاساسية، ISBN:0-465-00720-1، مؤرشف من الأصل في 2014-09-22 {{استشهاد}}: تحقق من التاريخ في: |تاريخ= (مساعدة).
- فيش، شيرلي (2003)، حكم بريطانيا للفلبين 1762-1764، ISBN:1-4107-1069-6، مؤرشف من الأصل في 2014-09-22.
- سليمان، عبد الرحمن (14 يونيو 2009)، كتاب الفلبين هديتي من الله: جغرافيا، تاريخ، مدنيات، جامعة الملك سعود، ISBN:-، مؤرشف من الأصل في 2017-03-25 {{استشهاد}}: تأكد من صحة |isbn= القيمة: طول (مساعدة).
- ترايسي، نيقولاس (1995)، افتداء مانيلا: اعتداء بريطانيا على مانيلا في حرب السنوات السبع، جامعة إكستر، مؤرشف من الأصل في 2019-12-11 ISBN 0-85989-426-6, ISBN 978-0-85989-426-5

## وصلات خارجية
- الموقع الرسمي لمدينة مانيلا